# Rock Police
«Rock Police» es un sencillo de la banda Lordi publicado en el año 2010. Es el segundo sencillo del disco Babez For Breakfast. Mr. Lordi presenta la canción de la siguiente forma:

Es una pura canción de Glam metal de la década de 1980. Es una canción definitiva para los directos, y sin duda es una de las canciones favoritas de la banda

## Lista de canciones
- «Rock Police» (03:58)

## Créditos
- Mr. Lordi (vocalista)
- Amen (Guitarra eléctrica)
- OX (Bajo)
- Kita (Batería)
- Awa (Piano)